# 魔法老師 (動畫)
《魔法老師》原是日本漫畫家赤松健的漫畫作品，現被改編成兩部動畫及一部電視劇。
另外，赤松健已表明（Negima）中的（Ma）字並無任何意思，而副標題「MAGISTER NEGI MAGI」於拉丁語中是解作「魔法使涅吉老師」。

## 2005年電視動畫
2005年的動畫版《魔法老師》稱為《魔法老師！》（魔法先生ネギま!），由XEBEC製作，2005年1月至6月在東京電視系播映（其中東京電視台、大阪電視台、愛知電視台播映期間為2005年1月5日至6月29日），總共26集。

### 製作
今次企劃主要基於CD的成功。當初的先行動畫版是由錦織博監製的，後來XEBEC改用宮崎渚監製。然而，由於製作時間表根本配合不了播映進度，導致在動畫一播出就惹來各方批評作畫素質低劣，赤松健也在自己的網誌上對此表示不滿。最後由羽原信義等人接替監製，再大幅更換及增加製作人員，事件才告平息。然而動畫的大幅改動劇本，甚至與原作情節有衝突，仍被讀者批評。

### 製作人員
- 監督：宮崎渚（1-13話）
- 製作導演（總導演）：羽原信義（14-25話）
- 系列構成、劇本：大河内一樓
- 構成協力：錦織博
- 人物設定：加藤はつえ
- 色彩設定：こばやしみよこ
- 美術監督：海野よしみ
- 攝影監督：廣瀨勝利
- 剪接：長坂智樹
- 音響監督：鶴岡陽太
- 音樂：光宗信吉
- 製作人：千野孝敏（1 - 13話）、池田慎一（1 - 13話）、五郎丸洋介（14話 - 26話）、千野孝敏（14話 - 26話）、池田慎一（14話 - 26話）
- 動畫製作：XEBEC
- 製作：關東魔法協會

### 主題曲

#### 片頭曲
〈快樂物質〉（ハッピー☆マテリアル）
作詞：
作曲：大川茂伸
編曲：大久保薰
歌（1月）： 白鳥由里、木村まどか、笹川亞矢奈、桑谷夏子、山川琴美、淺倉杏美（相坂小夜、明石裕奈、朝倉和美、綾瀨夕映、和泉亞子、大河內晶）
歌（2月）： 伊藤靜、神田朱未、板東愛、渡邊明乃、出口茉美（柿崎美砂、神樂坂明日菜、春日美空、絡繰茶茶丸、釘宮圓）
歌（3月）： 田中葉月、野中藍、石毛佐和、小林優、堀江由衣 （古菲、近衛木乃香、早乙女春奈、櫻咲剎那、佐佐木時繪）
歌（4月）： 大前茜、佐久間未帆、大澤千秋、白石涼子、小林美佐（椎名櫻子、龍宮真名、超鈴音、長瀨楓、那波千鶴）
歌（5月）： 古山貴實子、狩野茉莉、門脇舞以、志村由美、松岡由貴（鳴瀧風香、鳴瀧史伽、葉加瀨聰美、長谷川千雨、依文潔琳‧A‧K‧麥道威爾）
歌（6月，第24集除外）： 能登麻美子、相澤舞、皆川純子、井上直美、豬口有佳 （宮崎和香、村上夏美、雪廣綾香、四葉五月、札吉‧雷妮蒂）
歌（第26集）：麻帆良學園中等部2-A

#### 片尾曲
〈給閃耀的你〉（輝く君へ）
作詞：
作曲（第1-13集）：桑原秀明
編曲（第1-13集）：桑原秀明
編曲（第26集）：光宗信吉
歌（第1-13集）：神田朱未、野中藍、能登麻美子、小林優（麻帆良學園中等部2-A ：神樂坂明日菜、近衛木乃香、宮崎和香、櫻咲剎那）
歌（第26集）：麻帆良學園中等部2-A
〈請教導我，師傅〉〔〕
作詞：熊野清美
作曲：大久保薰
編曲：鶴由雄
歌（第14-25集，第23集除外）：笹川亞矢奈、桑谷夏子、渡邊明乃、田中葉月、松岡由貴（麻帆良學園中等部2-A 師匠：朝倉和美、綾瀨夕映、絡繰茶茶丸、古菲、依文潔琳‧A‧K‧麥道威爾）

### 各話列表
| 話數 | 標題                                              | 中文標題               | 分鏡     | 演出     | 作畫監督                   | 主製作公司     |
| ---- | ------------------------------------------------- | ---------------------- | -------- | -------- | -------------------------- | -------------- |
| 1    | Asinus in cathedra                                | 力不勝任，臨事必敗     | 宮崎渚   | 中津環   | 本橋秀之                   | XEBEC M2       |
| 2    | Omne initium est difficile                        | 萬事起頭難             | 岩崎良明 | 石倉敬一 | 昆富美子                   | Triple A       |
| 3    | Amantes, amentes                                  | 愛情是盲目的           | 遠藤徹哉 | 遠藤徹哉 | 山本佐和子                 | XEBEC M2       |
| 4    | Nullus est instar domus                           | 還是自己家最好         |          | 神原敏昭 | 窪敏                       | Triple A       |
| 5    | Fama volat                                        | 謠言滿天飛             | 櫻井弘明 | 山本天志 | 伊部由紀子                 | 圓谷Production |
| 6    | A fronte praecipitium a tergo lupi                | 進退兩難               | 中津環   |          | 昆富美子                   | Triple A       |
| 7    | Fallaces sunt rerum species                       | 不可以貌取人           | 遠藤徹哉 | 遠藤徹哉 | 本橋秀之                   | XEBEC M2       |
| 8    | Omnes una manet nox                               | 善惡到頭終有報         |          | 羽原信義 | 服部憲知 加藤雅之 昆富美子 | Triple A       |
| 9    | Te capiam, cunicule sceleste!                     | 追捕頑皮的兔子         | 榎本明廣 | 榎本明廣 | 高橋晃                     | Studioダブ     |
| 10   | Ubi concordia, ibi victoria                       | 團結力量大             | 宮崎渚   | 草野星   | 山本佐和子                 | XEBEC M2       |
| 11   | Cum tacent clamant                                | 沉默與喧囂             | 遠藤徹哉 | 浦田保則 | 市谷志克                   | Triple A       |
| 12   | Aut disce aut discede                             | 不上課就滾出去         | 小坂春女 | 山本天志 | 伊部由紀子                 | 圓谷Production |
| 13   | Tamdiu discendum est, quamdiu vivas               | 活到老學到老           |          |          | 高見明男                   | Triple A       |
| 14   | Amicitiae nostrae memoriam spero sempiternam fore | 永恆的友誼             | 中津環   | 中津環   | 古田誠 本橋秀之            | XEBEC M2       |
| 15   | Amicus certus in re incerta cernitur              | 患難見真情             | 遠藤徹哉 | 浦田保則 | 足立慎吾                   | Triple A       |
| 16   | Amor tussisque non celantur                       | 無法隱藏的愛           | 遠藤徹哉 | 遠藤徹哉 | 山本佐和子                 | XEBEC M2       |
| 17   | Nihil difficile amanti                            | 愛是力量               | 榎本明廣 | 榎本明廣 | 高橋晃                     | スタジオダブ   |
| 18   | Amor ordinem nescit                               | 愛無序                 | 小坂春女 | 浦田保則 | 加藤はつえ                 | Triple A       |
| 19   | Verba volant, scripta manent                      | 言語紛飛，唯文字可傳世 |          | 孫承希   | 高見明男                   | XEBEC M2       |
| 20   | Nisi credideritis, non intelligetis               | 百聞不如一見           |          | 栗原雲雀 | 加藤雅之 竹谷今日子        | Triple A       |
| 21   | Nil desperandum!                                  | 希望不滅！             | 山本鄉   | 山本天志 | 伊部由紀子                 | 圓谷Production |
| 22   | Difficile est tristi fingere mente jocum          | 苦中作樂是困難的       | 小坂春女 | 浦田保則 | 足立慎吾                   | Triple A       |
| 23   | Memento mori                                      | 憶起死亡               | 羽原信義 | 孫承希   | 山本佐和子                 | XEBEC M2       |
| 24   | Et arma et verba vulnerant                        | 言語如刀劍             | 遠藤徹哉 | 遠藤徹哉 | 高見明男                   | Triple A       |
| 25   | Mors certa, hora incerta                          | 死亡皆無常             | 榎本明廣 | 榎本明廣 | 高橋晃                     | Studioダブ     |
| 26   | Non mihi, non tibi, sed nobis                     | 不為自己，當為眾人     | 羽原信義 | 羽原信義 | 加藤はつえ 足立慎吾        | XEBEC          |

## OVA
由於XEBEC製作的版本引來各方批評，令赤松健和另一間動畫公司SHAFT合作。第一作OVA命名為春版，首次於春天的聲優活動中上演，2006年10月25日在日本國內推出DVD。故事以漫畫版第60-62時間目（單行本第七期）作為藍本。其後又推出夏版，於夏天的聲優活動中上演，於2006年11月22日在日本國內推出DVD。此次作品的原創內容比較多。

### 音樂

#### 主題曲
- （春版）
作詞：有森聰美
作曲及編曲：羽岡佳
歌：佐藤利奈、神田朱未（涅吉‧史普林菲爾德、神樂坂明日菜）

- （夏版）
作詞：FLAT5th Rico
作曲/編曲：
歌：佐藤利奈、神田朱未、野中藍（涅吉‧史普林菲爾德、神樂坂明日菜、近衛木乃香）

#### 片尾曲
- （春版）
作詞：有森聡美
作曲及編曲：大川茂伸
歌：神田朱未（神樂坂明日菜）

- （夏版）
作詞：FLAT5th Rico
作曲/編曲：
歌：能登麻美子（宮崎和香）

### 製作名單
| 話数 | 劇本     | 分鏡   | 演出     | 作畫監督                                                    | 製作協力        |
| ---- | -------- | ------ | -------- | ----------------------------------------------------------- | --------------- |
| 春版 | 金卷兼一 | 大沼心 | 大沼心   | 大田和寬 伊藤良明（協力） 岩崎泰介（協力） 齊藤良成（協力） |                 |
| 夏版 | 高山     | 實原登 | 三浦貴博 | 大田和寬（總） 實原登                                       | Studio Pastoral |

## 2006年電視動畫
2006年的動畫稱為《魔法老師！？》（ネギま！？），由SHAFT和GANSIS共同製作。該版本在2006年10月4日至2007年3月28日期間，於下午5時30分（日本時間）在開始於東京電視台播出，總共26集。

### 製作
由於OVA效果理想，所以2006年版亦是由SHAFT製作，而向來與SHAFT有合作關係的GANSIS亦加入。此次作品由號稱「原作粉碎機」的新房昭之監督，令2006年的故事內容差不多完全獨立於漫畫版及2005年版本，「？」正是對新舊版本的區別。其後又加入大量與漫畫版劇情無關的漫畫、電視、電影台詞或是模仿衣著及動作等等。如此改編的評價好壞參半。不過，獨特的作畫和背景及鏡頭效果吸引一定程度的支持者，DVD銷售獲得豐厚盈利，而主題曲更被日本著名留言版2ch納入組曲之內。

### 製作人員
- 原作：赤松健
- 監督：新房昭之
- 系列導演：大沼心
- 系列構成：金卷兼一
- 人物設定：大田和寬
- 總作畫監督：大田和寬、實原登、枡田邦彰
- 製作設計：武内宣之、龜谷響子、
- 美術監督：加藤惠
- 色彩監督：日比野仁
- 色彩設計：瀧澤泉
- 攝影監督：江藤慎一郎
- 剪接：關一彥
- 音樂：羽岡佳
- 音響監督：鶴岡陽太
- 旁白：麥人
- 動畫製作人：久保田光俊
- 動畫製作：GANSIS、SHAFT
- 製作人：東不可止（東京電視台）、中西豪、池田慎一
- 製作：東京電視台、讀賣廣告社、SHAFT

### 音樂

#### 主題曲
- 1000% SPARKING!
作詞：
作曲/編曲：大久保薰
歌（第2-4、8-12、15、17、25集）：佐藤利奈、神田朱未、野中藍、小林優（涅吉‧史普林菲爾德、神樂坂明日菜、近衛木乃香、櫻咲剎那）
歌（第5-7、16集、18集，DVD第25集）：田中葉月、堀江由衣、皆川純子（古菲、佐佐木時繪、雪廣綾香）
歌（第19集）：渡邊明乃、門脇舞、松岡由貴（絡繰茶茶丸、葉加瀨聰美、依文潔琳‧A‧K‧麥道威爾）
歌（第20集，DVD第22集）：桑谷夏子、石毛佐和、能登麻美子（綾瀨夕映、早乙女春奈、宮崎和香）
歌（第21集）：白石涼子、古山貴實子、狩野茉莉（長瀨楓、鳴瀧風香、鳴瀧史伽）
歌（第22集，DVD第20集）：木村まどか、山川琴美、淺倉杏美、板東愛（明石裕奈、和泉亞子、大河內晶、春日美空）
歌（第23-24集）：佐藤利奈、笹川亞矢奈、齋藤千和（涅吉‧史普林菲爾德、涅佳涅‧史普林菲爾德、安娜·尤莉艾溫娜·可可羅瓦）
歌（DVD第16集）：白鳥由里、山川琴美、高本めぐみ、井上直美（相坂小夜、朝倉和美、超鈴音、四葉五月）
歌（DVD第17集）：佐久間未帆、豬口有佳、小林美佐、相澤舞、志村由美（龍宮真名、札吉‧雷妮蒂、那波千鶴、村上夏美、長谷川千雨）
歌（DVD第18集）：伊藤静、出口茉美、大前茜（柿崎美砂、钉宫圆、椎名樱子）

- 作詞/作曲：YORI
編曲：河合英嗣
歌（第13-14集）：皆川純子（雪廣綾香）

#### 片尾曲
- 作詞：
作曲及編曲：菊谷知樹
歌（第1-3集）：神田朱未（神樂坂明日菜）

- A-LY-YA!
作詞：
作曲/編曲：菊谷知樹
歌（第4-6、10、12-15集）：佐藤利奈、神田朱未、野中藍、小林優（涅吉‧史普林菲爾德、神樂坂明日菜、近衛木乃香、櫻咲剎那）
歌（第7集）：田中葉月、堀江由衣、皆川純子（古菲、佐佐木時繪、雪廣綾香）
歌（第8、11、21集）：桑谷夏子、石毛佐和、能登麻美子（綾瀨夕映、早乙女春奈、宮崎和香）
歌（第9集）：白石涼子、古山貴實子、狩野茉莉（長瀨楓、鳴瀧風香、鳴瀧史伽）
歌（第16集）：木村まどか、山川琴美、淺倉杏美、板東愛（明石裕奈、和泉亞子、大河內晶、春日美空）
歌（第17集）：伊藤靜、出口茉美、大前茜（柿崎美砂、釘宮圓、椎名櫻子）
歌（第18集）：渡邊明乃、門脇舞、松岡由貴（絡繰茶茶丸、葉加瀨聰美、依文潔琳‧A‧K‧麥道威爾）
歌（第19、22集）：佐久間未帆、小林美佐、志村由美、相澤舞、豬口有佳（龍宮真名、那波千鶴、長谷川千雨、村上夏美、札吉‧雷妮爾）
歌（第20、23集）： 白鳥由里、竹川亞矢奈、高本惠、井上直美（相坂小夜、朝倉和美、超鈴音、四葉五月）
歌（第24集）：麻帆良學園中等部3-A、涅吉‧史普林菲爾德

- 作詞：FLAT5th Rico
作曲/編曲：
歌（第25集）：佐藤利奈、神田朱未、野中藍（涅吉‧史普林菲爾德、神樂坂明日菜、近衛木乃香）

- 1000% SPARKING!
作詞：
作曲/編曲：大久保薰
歌（第26集）：麻帆良學園中等部3-A、涅吉‧史普林菲爾德

#### 插曲
- 作詞：
作曲：野村義男
編曲：菊谷知樹
歌：桑谷夏子、神田朱未、田中葉月、堀江由衣、白石涼子（綾瀨夕映、神樂坂明日菜、古菲、佐佐木蒔繪、長瀨楓）
插入集數：第1-3集、7、10、14、24集

- 作詞：
作曲：大川茂伸
編曲：大久保薰
歌：白鳥由里、木村まどか、竹川亞矢奈、桑谷夏子、山川琴美、淺倉杏美（相坂小夜、明石裕奈、朝倉和美、綾瀨夕映、和泉亞子、大河內晶）
插入集數：第14集

### 每集標題
| 話数 | 翻譯標題 | 標題 | 劇本              | 分鏡            | 演出                | 作畫監督 | 製作協力                                            | 題字                       | ENDCARD插畫 |
| ---- | --- | ---- | ----------------- | --------------- | ------------------- | --- | --------------------------------------------------- | -------------------------- | ----------- |
| 1    | 「什麼？一次就來31個學生！」by涅吉                                                                                          |      | 金卷兼一          | 大沼心          | 大沼心              | 伊藤良明、杉山延寛 |                                                     | 佐藤利奈                   | 佐藤利奈    |
| 2    | 「騙人！暫定契約得做那檔事嗎！？」by明日菜                                                                                  |      | 金卷兼一          | 福田道生        | 宮本幸裕            | 杉山延寛 | -                                                   | 神田朱未                   | 神田朱未    |
| 3    | 「哦，暫定契約卡是這樣用的啊！」by依文                                                                                      |      | 金卷兼一          | 福田道生        | 田村耕太郎          | 大田和寛、茂木琢次（協力） 西田美彌子（輔助）、伊藤良明（輔助）                                                                            | 松岡由貴                                            | 松岡由貴                   |             |
| 4    | 「老師，這是我的第一次……」by和香                                                                                            |      | 高山克彥          | 上坪亮樹        | 上坪亮樹            | 橋本英樹 | Studio Pastoral                                     | 能登麻美子                 | 能登麻美子  |
| 5    | 「話說東京的押金禮金真是貴。暫定契約跟租房子無關嗎？」by木乃香                                                              |      | 高山克彥          | 尾石達也        | 尾石達也            | 守岡英行、伊藤良明（輔助）、杉山延寛（輔助）                                                                                               |                                                     | 野中藍                     | 野中藍      |
| 6    | 「對不起……可以親額頭或是臉頰嗎？」by剎那                                                                                    |      | 高山克彥          | 齋藤良成        | 齋藤良成            | 村山公輔、齋藤良成 | 小林ゆう                                            | 小林ゆう                   |             |
| 7    | 「有的事眼不見為淨比較好，但有的事要眼見為信才好。」by小夜                                                                  |      | 金卷兼一          | 角田一樹        | 宮本幸裕            | 實原登、清水慶太 | Studio Pastoral                                     | 白鳥由里                   | 白鳥由里    |
| 8    | 「老師，請讓我們成為大人♥」by風香、史伽                                                                                     |      | 高山克彥          | 福田道生        | 田村耕太郎          | 茂木琢次、松下清志 杉山延寛（輔助）、西田美弥子（輔助）                                                                                    |                                                     | 古山貴實子                 | 狩野茉莉    |
| 9    | 「聽說要去露營。」by內臟 「為何？」by七味粉                                                                                 |      | 高山克彥 金卷兼一 | 田所修          | 上坪亮樹            | 藤原りえ、古瀬真弓 | Studio Ururu                                        | 齋藤千和 澤城美雪 白石涼子 | 白石涼子    |
| 9    | 「把『心』隱藏在『刃』的下面，讀作『忍』。寫的是『本氣』（honki，認真）卻唸成『maji』（真的嗎），就有點是非不分是也。」by楓 |      | 高山克彥 金卷兼一 | 田所修          | 上坪亮樹            | 藤原りえ、古瀬真弓 | Studio Ururu                                        | 齋藤千和 澤城美雪 白石涼子 | 白石涼子    |
| 10   | 「瞞著我和涅吉老師胡來？這種事情我絕對不允許！」by綾香                                                                      |      | 金卷兼一          | 山崎たかし      | 宮本幸裕            | 杉山延寛、龜谷響子、潮月一也 守岡英行（輔助）、實原登（輔助）                                                                              |                                                     | 皆川純子                   | 皆川純子    |
| 11   | 「什麼？男爵是玫瑰的品種啊？我還以為是馬鈴薯的品種。」by春奈                                                                |      | 金卷兼一          | 山崎たかし      | 藤本ジ朗            | 實原登、山内尚樹、古川英樹（輔助） | Studio Pastoral                                     | 石毛佐和                   | 石毛佐和    |
| 12   | 「說了一大堆理由，說穿了只是心情的問題。」by夕映                                                                            |      | 金卷兼一          | 上坪亮樹        | 飯村正之            | 亀谷響子、村山公輔、杉本光司 守岡英行（輔助）、實原登（輔助）                                                                              | Studio AI                                           | 桑谷夏子                   | 桑谷夏子    |
| 13   | 「先別管對方是否為敵人，主人是否太礙事才是問題所在。」by茶茶丸                                                              |      | 金卷兼一          | 福田道生        | 齋藤良成            | 齋藤良成、山村洋貴、田中穣、村山公輔 守岡英行（輔助）、實原登（輔助）                                                                      |                                                     | 渡邊明乃 堀江由衣 Hazuki   | 渡邊明乃    |
| 13   | 「雖然我的優點只有開朗，但也不要明講出來嘛……（淚）」by蒔繪                                                                  |      | 金卷兼一          | 福田道生        | 齋藤良成            | 齋藤良成、山村洋貴、田中穣、村山公輔 守岡英行（輔助）、實原登（輔助）                                                                      |                                                     | 渡邊明乃 堀江由衣 Hazuki   | 渡邊明乃    |
| 13   | 「不死鳥浴火重生！」by古菲                                                                                                  |      | 金卷兼一          | 福田道生        | 齋藤良成            | 齋藤良成、山村洋貴、田中穣、村山公輔 守岡英行（輔助）、實原登（輔助）                                                                      |                                                     | 渡邊明乃 堀江由衣 Hazuki   | 渡邊明乃    |
| 14   | 「科學理論碰到了魔法，有理也說不清。我是說真的。」by葉加瀨                                                                  |      | 金卷兼一          | 福田道生        | 大沼心              | 杉山延寛 | 龜谷響子 潮月一也 佐野恵一 山村洋貴 守岡英行 実原登 | 門脇舞                     | 門脇舞      |
| 15   | 「意想不到的發展，動搖整個班級。」by真名 「『這個』怎麼樣？」by札吉 「15分。」by真名                                        |      | 金卷兼一          | 草川啓造        | 田村耕太郎          | 實原登、清水慶太 | Studio Pastoral                                     | 佐久間未帆 豬口有佳        | 豬口有佳    |
| 16   | 「昨日的敵人是今日的朋友。」by美砂 「話說越吵，感情越好。」by圓 「『討厭、討厭』也屬於喜歡的一環！」by櫻子                  |      | 金卷兼一          | 岩崎良明        | 飯村正之            | 木下ゆうき、峰岸桃子 | Asread                                              | 伊藤靜 出口茉美 大前茜     | 大前茜      |
| 17   | 「夏美，家人果然是牽絆的全壘打王。」by千鶴 「千鶴姐，我完全不懂妳的意思。（涙）」by夏美                                     |      | 金卷兼一          | 福田道生        | 宮本幸裕            | 龜谷響子、村山公輔、山村洋貴 音間聞（輔助）、西田美彌子（輔助）、佐野恵一（輔助）                                                          |                                                     | 小林美佐 相沢舞            | 相沢舞      |
| 18   | 「都說是秘密，還有笨蛋開心得想到處宣傳！真是氣死我了！」by千雨 「千羽千羽也生氣了♪ 哼哼♪ 」by千羽                           |      | 金卷兼一          | 草川啓造        | 藤本ジ朗            | 実原登、龜谷響子（輔助）、大田和寛（輔助）                                                                                                 | Studio Pastoral                                     | 志村由美                   | 志村由美    |
| 19   | 「重拾童心玩耍很不錯吧。不用重拾童心，一樣可以玩得愉快。」by和美                                                            |      | 高山克彥          | 大沼心 龍輪直征 | 大沼心              | 山村洋貴、龍輪直征 |                                                     | 笹川亜矢奈                 | 笹川亜矢奈  |
| 20   | 「雖說大就顯得味道平淡無奇，但有時並非如此。」by五月                                                                        |      | 金卷兼一          | 音間聞          | 田村耕太郎          | 音間聞、西田美彌子、宮西多麻子 山村洋貴（輔助）、杉山延寛（輔助）                                                                          | 井上直美                                            | 井上直美                   |             |
| 21   | 「是男人就安靜地吃隆道拉麵。」by隆道 「那是什麼啊!?」by卡摩                                                                 |      | 高山克彥          | 福田道生        | 宮本幸裕            | 清水慶太 | Studio Pastoral                                     | 井上倫宏 矢部雅史          | 矢部雅史    |
| 22   | 「哎呀，奇妙的事開始發生！這一定是這個世界的結束！」by鈴音                                                                  |      | 金卷兼一          | 福田道生        | 徳本善信            | 佐藤修、都竹隆治、重松しんいち、野道佳代 北村友幸、氏家嘉宏、渡部穏寛                                                                      | A-Line                                              | 高本惠                     | 高本惠      |
| 23   | 「哪有這樣的啊，涅吉！」by裕奈 「就是啊，我們是夥伴耶！」by亞子                                                             |      | 金卷兼一          | 鎌田祐輔        | 田村耕太郎 宮本幸裕 | 龜谷響子、山村洋貴、佐野恵一、音間聞 西田美弥子、杉山延寛（輔助）、龍輪直征（輔助）、潮月一也（輔助） 宮西多麻子（輔助）、都竹隆治（輔助） |                                                     | 木村圓 山川琴美            | 山川琴美    |
| 24   | 「涅吉老師，看來是最後高潮了。」by晶 「大家要一起回去喔，涅吉！」by美空                                                     |      | 金卷兼一          | 奥村吉昭        | 藤本ジ朗            | 實原登 | Studio Pastoral                                     | 浅倉杏美 板東愛            | 板東愛      |
| 25   | 「事件圓滿落幕!?」by旁白 |      | 高山克彥          | 福田道生        | 後信治              | 山本篤史、立田眞一、枡田邦彰 赤井俊文（輔助）、島沢ノリ（輔助）                                                                            | feel.                                               | 麥人                       | 麥人        |
| 25   | 「相親相愛，嗚呼美哉。」by校長                                                                                              |      | 高山克彥          | 福田道生        | 後信治              | 山本篤史、立田眞一、枡田邦彰 赤井俊文（輔助）、島沢ノリ（輔助）                                                                            | feel.                                               | 麥人                       | 麥人        |
| 26   | 「我不會難過的，因為我相信我們會再相見。」by涅吉                                                                            |      | 金卷兼一          | 福田道生 大沼心 | 大沼心              | 實原登、大田和寛、龜谷響子（輔助）、清水慶太（輔助） 杉山延寛（輔助）、山村洋貴（輔助）、佐野恵一（輔助）、赤井俊文（輔助）                |                                                     | 佐藤利奈                   | 佐藤利奈    |
| 26   | 「哼！叫我怎麼幫忙啊！」by依文                                                                                              |      | 金卷兼一          | 福田道生 大沼心 | 大沼心              | 實原登、大田和寛、龜谷響子（輔助）、清水慶太（輔助） 杉山延寛（輔助）、山村洋貴（輔助）、佐野恵一（輔助）、赤井俊文（輔助）                |                                                     | 佐藤利奈                   | 佐藤利奈    |
| 26   | 「好！加油吧！」by明日菜（失敗模式）                                                                                        |      | 金卷兼一          | 福田道生 大沼心 | 大沼心              | 實原登、大田和寛、龜谷響子（輔助）、清水慶太（輔助） 杉山延寛（輔助）、山村洋貴（輔助）、佐野恵一（輔助）、赤井俊文（輔助）                |                                                     | 佐藤利奈                   | 佐藤利奈    |

## 白之翼 ALA ALBA
赤松健於2008年3月29日在日記中表示魔法先生系列將會推出OAD動畫。作品其後在2008年8月至2009年2月間隨含特典的漫畫單行本附送。这次作品中，在前作擔任協力的Studio Pastoral首次加入主製作行列。另外，人物的繪畫方法及故事再次跟隨漫畫版。

### 製作人員
- 原作、系列構成：赤松健
- 總監督：新房昭之
- 系列導演：宮本幸裕
- 人物設定、總作畫監督：實原登
- 美術監督：小濱俊裕
- 色彩設計：日比野仁
- 攝影監督：江藤慎一郎
- 視覺效果：酒井基
- 剪接：關一彥
- 音樂：羽岡佳
- 音響監督：鶴岡陽太
- 音響：菊地創
- 動畫製作人：久保田光俊
- 動畫製作：SHAFT、Studio Pastoral
- 製作人：石本洋一、大野昇、中西豪
- 製作：涅吉部

### 每集標題
| 集數 | 翻譯標題              | 日文標題 | 監督     | 劇本     | 分鏡     | 作畫監督 | 附送漫畫     | 推出日期       |
| ---- | --------------------- | -------- | -------- | -------- | -------- | -------- | ------------ | -------------- |
| 1    | 涅吉部（暫名）增殖中♥ |          | 富田浩章 | 木澤行人 | 富田浩章 | 實原登   | 第23卷限定版 | 2008年8月12日  |
| 2    | 總之是我的真命天子!?  |          | 宮本幸裕 | 中本宗応 | 藤山直人 | 實原登   | 第24卷限定版 | 2008年11月17日 |
| 3    | 涅吉團一切準備就緒!!  |          | 板村智幸 | 木澤行人 | 板村智幸 | 實原登   | 第25卷限定版 | 2009年2月17日  |

### 音樂

#### 主題曲
- 作詞：
作曲：大川茂伸
編曲：河合英嗣
歌：麻帆良學園中等部3-A
在第3集作為片尾曲播放。

#### 片尾曲
- 作詞：
作曲：桑原秀明
編曲：末廣健一郎
歌：麻帆良學園中等部3-A

## 另一個世界
於2009年9月至2010年11月間隨含特典的漫畫單行本附送。

### 製作人員
- 原作、系列構成：赤松健
- 總監督：新房昭之
- 人物設定、總作畫監督：實原登
- 佈景作畫監督：大森英敏
- 美術監督：海津利子
- 色彩設計：日比野仁
- 攝影監督：和田尚之
- 視覺效果：酒井基
- 剪接：関一彦
- 音樂：羽岡佳
- 音響監督：鶴岡陽太
- 音響：菊地創
- 動畫製作人：久保田光俊
- 動畫製作：Studio Pastoral、SHAFT
- 製作人：大野昇、立石謙介、中西豪
- 製作：新涅吉部

### 每集標題
| 集數 | 翻譯標題             | 日文標題 | 監督     | 劇本     | 分鏡                   | 演出                  | 作畫監督                   | 附送漫畫     | 推出日期       |
| ---- | -------------------- | -------- | -------- | -------- | ---------------------- | --------------------- | -------------------------- | ------------ | -------------- |
| 1    | 崩潰!?涅吉黨!!       |          | 靜野孔文 | 中本宗応 | 靜野孔文               | 靜野孔文 江島泰男     | 前田達之 中山初繪 實原登   | 第27卷限定版 | 2009年9月17日  |
| 2    | 要找回我的伙伴們!    |          | 靜野孔文 | 木澤行人 | 靜野孔文               | 江島泰男              | 實原登                     | 第28卷限定版 | 2009年11月17日 |
| 3    | 新·師徒組合誕生      |          | 所智一   | 中本宗応 | 所智一 實原登 中澤勇一 | 所智一 森義博（協力） | 大森英敏                   | 第30卷限定版 | 2010年5月17日  |
| 4    | 父之道乎？師之道乎？ |          | 所智一   | 木澤行人 | 所智一                 | 所智一 森義博（協力） | 大森英敏 中澤勇一 中山初繪 | 第31卷限定版 | 2010年8月20日  |

#### 主題曲
- 作詞：
作曲：大川茂伸
編曲：河合英嗣
歌：佐藤利奈、神田朱未、野中藍、小林優、能登麻美子（涅吉‧史普林菲爾德、神樂坂明日菜、近衛木乃香、櫻咲剎那、宮崎和香）

#### 片尾曲
- 作詞：
作曲：Loop・K
編曲：菊谷知樹
歌（第1話）：佐藤利奈&井上麻里奈（涅吉‧史普林菲爾德&犬上小太郎）
歌（第2話）：志村由美&矢部雅史（長谷川千雨&亞爾貝爾．卡摩米爾）
歌（第3話）：佐藤利奈&小山力也（涅吉‧史普林菲爾德&傑克．拉坎）
歌（第4話）：松岡由貴&小野大輔（依文潔琳．A．K．麥道威爾&阿爾比雷歐·伊馬）

### 另一個世界Extra 魔法少女夕映
『另一個世界編』的番外編，收錄以夕映為主角的『亞莉阿德妮編』。

#### 製作人員
- 原作、系列構成：赤松健
- 總監督：新房昭之
- 人物設定、總作畫監督：實原登
- 佈景作畫監督：大森英敏、中澤勇一
- 美術監督：海津利子
- 色彩設計：日比野仁
- 3D監督：馬場就大
- 攝影監督：中西康祐
- 視覺效果：鈴木雅也
- 剪接：関一彦
- 音樂：羽岡佳
- 音響監督：鶴岡陽太
- 音響：菊地創
- 動畫製作人：久保田光俊
- 動畫製作：Studio Pastoral、SHAFT
- 製作人：大野昇、立石謙介、中西豪
- 製作：新涅吉部

#### 每集標題
| 集數 | 翻譯標題      | 日文標題 | 監督     | 劇本       | 分鏡     | 演出     | 作畫監督 | 附送漫畫     | 推出日期       |
| ---- | ------------- | -------- | -------- | ---------- | -------- | -------- | -------- | ------------ | -------------- |
| 1    | 魔法少女夕映♥ |          | 伊藤達文 | 東海林直樹 | 伊藤達文 | 伊藤達文 |          | 第32卷限定版 | 2010年11月17日 |

#### 主题曲
片头曲：「Magical Twinkle Sky」
作詞 - うらん / 作曲 - 山口朗彦 / 作曲 - 河合英嗣
歌 - 桑谷夏子、佐藤聡美、竹達彩奈、花澤香菜
片尾曲：「Good Vibration!!」
作詞 - こだまさおり / 作曲 - Loop-K / 編曲 - 河合英嗣
歌 - 桑谷夏子、佐藤聡美、竹達彩奈、花澤香菜
注：虽然官方CD注明Good Vibration!!为片尾曲，但是在实际动画中並不存在。

## 外部連結

### 日文官方網站
- 魔法老師最新作品（劇場版）官方網頁
- 魔法老師！ 另一個世界 官方網頁
- 魔法老師！ 白之翼 ALA ALBA 官方網頁
- 魔法老師！？官方網頁 （页面存档备份，存于）
- AI Love Network 赤松健的個人網頁 （页面存档备份，存于）
- 東京電視台的動畫版魔法先生網頁 （页面存档备份，存于）

### 非官方網站
- 魔法先生研究所 （页面存档备份，存于）（日語）
- Love Hina Plus 關於赤松健作品的Fan Site （页面存档备份，存于）（繁體中文）